# هارومی هانایاگی
هارومی هانایاگی (انگلیسی: Harumi Hanayagi; ۲۴ فوریهٔ ۱۸۹۶ – ۱۱ اکتبر ۱۹۶۲) بازیگر اهل ژاپن بود. وی بین سال‌های ۱۹۱۵ تا ۱۹۲۸ میلادی فعالیت می‌کرد.